# Iglesia católica bizantina griega
La Iglesia católica bizantina griega (en griego: Ελληνόρρυθμη Καθολική Εκκλησία y en el Anuario Pontificio: Chiesa Greca) es una de las 24 Iglesias sui iuris integrantes de la Iglesia católica. Es una Iglesia oriental católica que sigue la tradición litúrgica constantinopolitana (o bizantina) en la que utiliza como lenguajes litúrgicos el koiné (o griego de los padres) y el griego. Aunque esta Iglesia está organizada en dos jurisdicciones: el exarcado apostólico de Grecia y el exarcado apostólico de Estambul, inmediatamente sujetos a la Santa Sede y bajo supervisión de la Congregación para las Iglesias Orientales, es presidida por el exarca apostólico de Grecia porque el exarcado apostólico de Estambul se halla bajo administración del vicario apostólico de Estambul desde el 9 de julio de 1992 y cuenta con solo 20 fieles y ningún sacerdote. La comunidad remanente es muy pequeña, centrada principalmente en Grecia y escasamente en Chipre, Turquía, Francia e Italia.

## Historia
La Iglesia griega rompió la comunión con el papa de Roma en 1054, evento conocido como Cisma de Oriente. Otros eventos conflictivos posteriores hicieron duradero el cisma: las Cruzadas lideradas por latinos, la Masacre de los Latinos en Constantinopla en 1182, la represalia occidental en el saqueo de Tesalónica en 1185, la captura y el saqueo de Constantinopla durante la Cuarta Cruzada en 1204 y la imposición de patriarcas latinos en los estados cruzados.
En 1191 la isla de Chipre fue conquistada por los ejércitos de las Cruzadas y como consecuencia una jerarquía latina fue instaurada en Chipre el 13 de diciembre de 1196, en detrimento de la autóctona jerarquía griega de la Iglesia de Chipre. El 3 de julio de 1260 el papa Alejandro IV promulgó la bula Constitutio Cypria, por la cual se dispuso que los 4 obispos grecochipriotas conservaran su estatus, solo pudiendo ser trasladados, depuestos o condenados por el papa y quedaron bajo supervisión de los prelados latinos. La autocefalía de la Iglesia de Chipre fue entendida como exenta de la jurisdicción de los patriarcados, pero no de la del papa, quien se la pasó a los obispos latinos de Chipre. Se les permitió ser elegidos de la forma tradicional, y luego debían jurar obediencia a sus superiores latinos. También mantener sus cortes y su rito. El arzobispado fue suprimido a la muerte del arzobispo Germanos y la sede trasladada a Solos, cerca de Morfou. El obispo de Limasol fue trasladado a la aldea de Lefkara, el de Famagusta a Carpasia y el de Pafos a Arsinoe. Cada obispo griego estaba bajo dependencia del obispo católico de la zona. A pesar de las fricciones iniciales, las dos Iglesias gradualmente lograron coexistir pacíficamente, conservando los ortodoxos sus ritos y tradiciones bajo supervisión latina. En 1570-1571 la isla cayó en manos del Imperio otomano finalizando 380 años de dominación latina sobre la Iglesia bizantina griega de Chipre.
Hubo dos reuniones formales para reparar el cisma entre los cristianos griegos y latinos, en 1274 (en el Concilio de Lyon II) y en 1439 (en el Concilio de Florencia), pero en ambos casos las reconciliaciones entre las Iglesias de Roma y de Constantinopla fueron posteriormente repudiadas por los fieles y por el bajo clero griego, ya que consideraban que los líderes eclesiásticos que participaron en ellas, al permitir estas llamadas "uniones", habían ido más allá de su propia autoridad, sin obtener ninguna retractación del lado latino de las por ellos controvertidas "prácticas" establecidas en Occidente.
Las comunidades ortodoxas de las posesiones venecianas en los mares Egeo y Jónico operaban bajo un régimen peculiar de unión forzada. El clero griego estaba bajo la jurisdicción administrativa de los obispos locales latinos, pero no era ordenado por católicos, sino que iban a los territorios otomanos para ser ordenado por jerarcas ortodoxos, pues no se permitía la presencia de obispos ortodoxos en las áreas venecianas.
Algunos griegos que estaban bajo el Gobierno otomano abrazaron el catolicismo de rito latino. El catolicismo de rito bizantino no fue permitido en el Imperio otomano hasta que en 1829 el sultán Mahmud II eliminó esas restricciones.
Desde 1856 el sacerdote de rito latino de la isla de Siros, fray Yakinthos Maragos, hizo apostolado entre los griegos ortodoxos de Constantinopla (o Estambul) logrando formar una pequeña comunidad de católicos griegos de rito bizantino, entre ellos dos antiguos metropolitanos ortodoxos.
En 1878 lo sucedió fray Polykarpos Anastasiadis, quien fuera un exestudiante de la Escuela Teológica Ortodoxa de Halki. En 1880 fue formada en la villa de Malgara, en Tracia, una comunidad católica bizantina. Los padres asuncionistas franceses misionaron en Estambul desde 1895, fundando un seminario y dos pequeñas parroquias, una es la ciudad y la otra en la cercana Kadiköy (Calcedonia).
Mucho más numerosos fueron los católicos griegos de rito latino, que formaban la mayoría de la población en algunas islas griegas. En gran parte eran descendientes helenizados de comerciantes venecianos, genoveses y amalfitanos.

## Erección del exarcado
En 1907 el padre Isaías Papadopoulos (nativo de Grecia), el sacerdote que construyó la iglesia en Malgara, fue nombrado vicario general para los católicos griegos dentro de la delegación apostólica de Constantinopla. El 11 de junio de 1911 el papa Pío X erigió el ordinariato para los católicos griegos de rito bizantino del Imperio otomano (o de Turquía Europea), siendo Papadopoulos nombrado su primer obispo el 28 de junio. En 1920 George Calavassy sucedió a Papadopoulos en el ordinariato.
Como resultado del conflicto entre Grecia y Turquía después de la Primera Guerra Mundial, se produjo un intercambio de población entre ambos países luego de la firma del Tratado de Lausana en 1923. La mayoría de los católicos griegos de Malgara y de la villa cercana de Daudeli se mudaron a Yannitsa en Macedonia. Muchos de los que vivían en Estambul emigraron a Atenas, entre ellos el obispo (en 1922) y los religiosos del Instituto de las Hermanas de Pammakaristos de la Madre de Dios, fundado en 1920, a pesar de que su presencia irritó a la Iglesia ortodoxa griega. Los que permanecieron en Estambul sufrieron persecuciones. En 1923 el ordinariato fue elevado al rango de exarcado apostólico con sede en Atenas.
En 1932 el territorio del exarcado para los católicos griegos de rito bizantino fue dividido y fue establecido un exarcado apostólico en Atenas para los residentes en Grecia. En 1936 el exarcado de Turquía Europea fue renombrado como de Estambul o Constantinopla. Debido a la continua emigración a causa de la presión turca anti griega, se ha reducido enormemente el número de fieles. El último sacerdote residente en Estambul murió en 1997 y no ha sido reemplazado. Los únicos servicios regulares en la iglesia greco-católica de la Santa Trinidad son realizados por católicos caldeos.

## Jurisdicciones
De acuerdo al Anuario Pontificio 2018 en la Iglesia católica bizantina griega a fines de 2017 existían las siguientes circunscripciones eclesiásticas:
| Circunscripción | Tipo                | País/países | Provincia eclesiástica                | Ciudad sede | Fieles bautizados (2017) | Obispos | Parroquias | Sacerdotes seculares | Sacerdotes religiosos | Religiosos | Religiosas | Diáconos permanentes | Seminaristas |
| --------------- | ------------------- | ----------- | ------------------------------------- | ----------- | ------------------------ | ------- | ---------- | -------------------- | --------------------- | ---------- | ---------- | -------------------- | ------------ |
| Estambul        | Exarcado apostólico | Turquía     | Inmediatamente sujeta a la Santa Sede | Estambul    | 0                        | 1       | 0          | 0                    | 0                     | 0          | 0          | 0                    | 0            |
| Grecia          | Exarcado apostólico | Grecia      | Inmediatamente sujeta a la Santa Sede | Atenas      | 6000                     | 1       | 3          | 7                    | 0                     | 0          | 11         | 0                    | 0            |
| TOTAL           | -                   | -           | -                                     | -           | 6016                     | 1       | 4          | 7                    | 0                     | 0          | 11         | 0                    | 0            |

### Exarcado apostólico de Grecia
En Grecia la mayoría de los fieles vive en Atenas y en Yannitsa. Los católicos del exarcado apostólico de Grecia (Apostolicus Exarchatus Graeciae), que nunca han sido numerosos, están siendo asimilados por los inmigrantes católicos rumanos y ucranianos, asistidos por sacerdotes y hermanas religiosas de Ucrania. En 1944 el obispo fundó el Hospital Pamakkaristos, que pasó al Gobierno griego en 1994. Las Hermanas de Pammakaristos de la Madre de Dios, quienes dirigían el hospital, tienen a su cargo un hogar para niños con capacidades especiales, otro para ancianos, una residencia femenina de estudiantes y una casa de oración en Kifisia, cerca de Atenas. El bisemanario Katholiki y un boletín en francés, junto con una librería católica en Atenas, son administrados por el exarcado apostólico.
Las vocaciones de la Iglesia católica bizantina griega son principalmente de las islas griegas de Siros y de Tinos, que tienen una considerable población greco-católica y de rito latino, debido a los muchos años de gobierno veneciano.
El sacerdote greco-católico Chrisostomos Vasileiou fue ejecutado el 8 de septiembre de 1944 por los nazis.
En 1975 el papa nombró a Anarghyros Printesis como exarca apostólico, pese a las fuerte objeción de la jerarquía ortodoxa griega, que se opone a la existencia de católicos de rito bizantino en el país. En abril de 2008 el papa Benedicto XVI nombró al obispo Dimitrios Salachas, obispo titular de Carcabia, como sucesor de Printesis.
De acuerdo al Anuario Pontificio 2016 el exarcado apostólico de Grecia contaba con 6000 fieles, un obispo, 3 parroquias, 7 sacerdotes seculares (todos ellos célibes y originalmente de rito latino) y 11 religiosas.
La catedral es la iglesia de la Santísima Trinidad en Atenas, templo que fue construido en 1958, aunque la parroquia data de 1929. La parroquia de los Santos Pedro y Pablo en Yannitsa tiene un templo que data de 1861. En la isla de Syros se halla la capilla de la Natividad de Cristo, construida en 1939. En Nea Makri, cerca de Atenas se halla la capilla de la Natividad de la Madre de Dios (Pammakaristou), utilizada también por el rito latino. Tres monasterios se hallan en Atenas (data de 1939), Nea Makri (data de 1961) y en Kifissia (data de 1963), y una casa de las Pequeñas Hermanas de Jesús en Yannitsa (data de 1985).
Exarcas apostólicos de Grecia
- George Calavassy (11 de junio de 1932-7 de noviembre de 1957)
- Hyakinthos Gad (17 de febrero de 1958-30 de enero de 1975)
- Anárghyros Printesis (28 de junio de 1975-23 de abril de 2008)
- Dimitrios Salachas (23 de abril de 2008-2016)
- Manuel Nin (2016-en el cargo)

### Exarcado apostólico de Estambul
De acuerdo al Anuario Pontificio 2016 el exarcado apostólico de Estambul (Apostolicus Exarchatus Constantinopolitanus) contaba con solo 20 fieles en una parroquia sin sacerdote. Al morir el exarca Dionisio Leonida Varouhas el 28 de enero de 1957, no fue reemplazado y el exarcado ha quedado bajo administración apostólica de los vicarios apostólicos latinos de Estambul.
Exarcas apostólicos de Estambul
- George Calavassy (13 de julio de 1920-11 de junio de 1932)
- Dionisio Leonida Varouhas (11 de junio de 1932-28 de enero de 1957)
- Domenico Caloyera (27 de mayo de 1955-28 de enero de 1957) administrador apostólico sede plena
- Domenico Caloyera (28 de enero de 1957-1973) administrador apostólico
- Louis Pelâtre (1999 - en el cargo) administrador apostólico

### En Francia, Italia y Malta
En la isla francesa de Córcega se halla una iglesia (Église Saint-Spiridon) construida en 1852 en la localidad de Cargèse, al frente de una comunidad bizantina griega de 300 fieles que sigue el rito griego, constituida en parroquia del ordinariato para los fieles de rito oriental de Francia (Paroisse grecque-hellène). En 1663 el obispo griego ortodoxo de Vitylo (Oittylos) en Laconia, Partenios Calcandis, inició conversaciones con el Gobierno de Génova para trasladar su comunidad a Córcega, y así liberarla del Gobierno turco. En 1675 acordaron que 800 griegos se trasladarían al territorio de Paomia en la isla de Córcega, a cambio los emigrantes griegos debían reconocen la supremacía del papa. En 1774 fueron reubicados en Cargèse.
La Conquista normanda de Italia Meridional a principios del siglo XI, inició la restauración del rito latino en el sur de Italia, en detrimento del rito griego. La latinización de las diócesis era ya completa en el siglo XVI y hasta 1919 los ítalo-griegos estaban sujetos a la jurisdicción de obispos diocesanos latinos. La afluencia albanesa al sur de Italia hizo que con el tiempo el remanente del rito griego en ese país diera lugar a la Iglesia católica griega ítalo-albanesa, actualmente llamada Iglesia católica bizantina en Italia. El Colegio Pontifical de San Atanasio en Roma fue fundado en 1577 por el papa Gregorio XIII como colegio y seminario para los católicos de rito bizantino de varios países y para los grecoparlantes del sur de Italia. Junto al colegio se halla la iglesia cardinal titular de Sant'Atanasio dei Greci, que es también la iglesia nacional de la colectividad griega en Roma. La iglesia della Santissima Annunziata dei Greci en Livorno, Italia, fue construida entre 1601 y 1606 para los marineros griegos de la Orden de San Esteban, pero hoy es de rito latino.
La iglesia de Nuestra Señora de Damasco en La Valletta, Malta, es utilizada por la comunidad griega bizantina del país y también por melquitas, armenios apostólicos, ortodoxos rusos, ucranianos y bielorrusos. Fue construida por Giovanni Calamia para el ícono de Nuestra Señora de Damasco cuando la Orden de Malta fue expulsada de Rodas por el Imperio otomano, finalizando su construcción en 1580.